# Habitation Vitalo
L’habitation Vitalo est une propriété privée située à Cayenne, dans la région française de Guyane. Il s’agit de l’ancienne maison de campagne de Théophile Vitalo.